# تشارلز موريس (لاعب كريكت)
تشارلز موريس (13 مارس 1863 في أستراليا - 4 يناير 1918) (بالإنجليزية: Charles Richard Morris)‏ هو المدير التنفيذي للاعمال وتاجر وسياسي ولاعب كريكت بريطاني وأسترالي (وحمل سابقاً جنسية المملكة المتحدة لبريطانيا العظمى وأيرلندا).